# Bartolomeo Ammannati

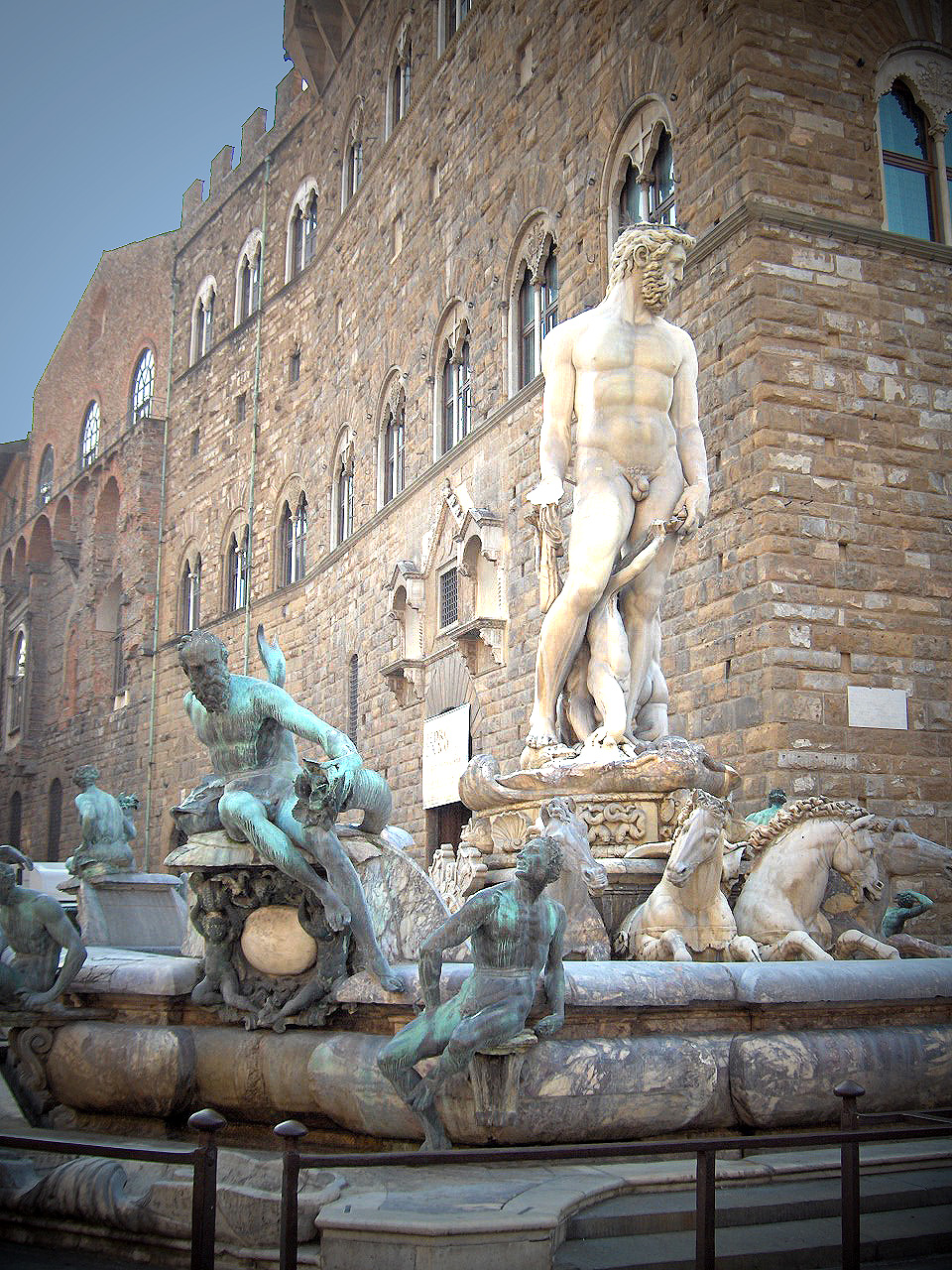
Font de Neptú a la Piazza della Signoria de Florència.

Bartolomeo Ammannati (Settignano, 18 de juny de 1511 - Florència, 13 d'abril de 1592), arquitecte i escultor manierista italià.

## Biografia
Ammannati va néixer a Settignano, a la vora de Florència. Va ser alumne de Baccio Bandinelli i Jacopo Sansovino i va imitar l'estil de Miquel Àngel.
Va ser més conegut en arquitectura que en escultura. Va dissenyar molts edificis a Roma entre els que està el treball realitzat al complex Vil·la Giulia (en col·laboració amb Vignola i Vasari, i molts altres edificis a Lucca i Florència. El seu treball a la finalització del Palau Pitti (1558-1570), contractat per Leonor de Toledo, esposa de Cosme I de Mèdici, és una de les seves creacions més famoses, respectant l'estil original de Filippo Brunelleschi.
També va ser contractat el 1569 per construir el pont d'Arno, conegut com el pont de la Santa Trinitat, que és una de les seves més grans obres. Els tres arcs són el·líptics, i encara que semblen molt lleugers i elegants, han resistit la fúria del riu que s'ha endut altres ponts en nombroses ocasions. Va ser destruït el 1944, durant la Segona Guerra Mundial, i reconstruït el 1957.
Una altra de les seves obres més importants és la Font de Neptú de la Piazza della Signoria, fabricada en marbre i bronze. La font va ser encarregada inicialment a Baccio Bandinelli qui va morir sense acabar l'obra. Ammanati va ser escollit per continuar l'obra, deixant de banda a escultors famosos com Benvenuto Cellini i Vincenzo Danti. Va treballar junt als seus ajudants en aquesta obra entre 1563 i 1565, al bloc original de marbre escollit per Bandinelli. Com a model per a la cara de Neptú va escollir el Gran Duc Cosme I. Quan la figura de Neptú va ser acabada, Miquel Àngel li va dir a Ammanati que havia arruïnat una preciosa peça de marbre. Realment, la figura va ser tan universalment avorrida (també avui dia) que s'acostumava a dir: "Ammannati, Ammanat, che! bell'marmo hai rovinato!" que traduït seria: "Ammannati, Ammanat, Quina gran peça de marbre has arruïnat!". Ammanati va continuar treballant a la font durant 10 anys més, afegint al perímetre diverses deïtats fluvials, cavalls marins, amb influència clara de l'estil manierista.